# El pícaro rebaño
El pícaro rebaño es una telenovela argentina producida por la cadena Canal 9 en el año 1977 de la mano de Martha Reguera. Es protagonizada por Cristina Alberó y Carlos Vanoni, como también con Patricia Castell, Liliana Custo,Carlos Gros y Graciela Cimer en los roles antagónicos. Además contó con la participación de los actores Rafael Salvatore, Claudia Rucci.

## Elenco
- Cristina Alberó - Carmen Galleguillo
- Carlos Vanoni
- Liliana Custo -

Leonardo Balmaceda
- Patricia Castell - Azucena Vda. de Balmaceda
- Rafael Salvatore - Norberto

- Claudia Rucci - Pilar
- Graciela Cimer - Miranda Balmaceda
- Liliana Custo - Liliana
- Carlos Gros - Martín

## Equipo de producción
- Historia: Ramón Perello y Martha Reguera
- Producción y Dirección: Martha Reguera